# جورج كولاصو

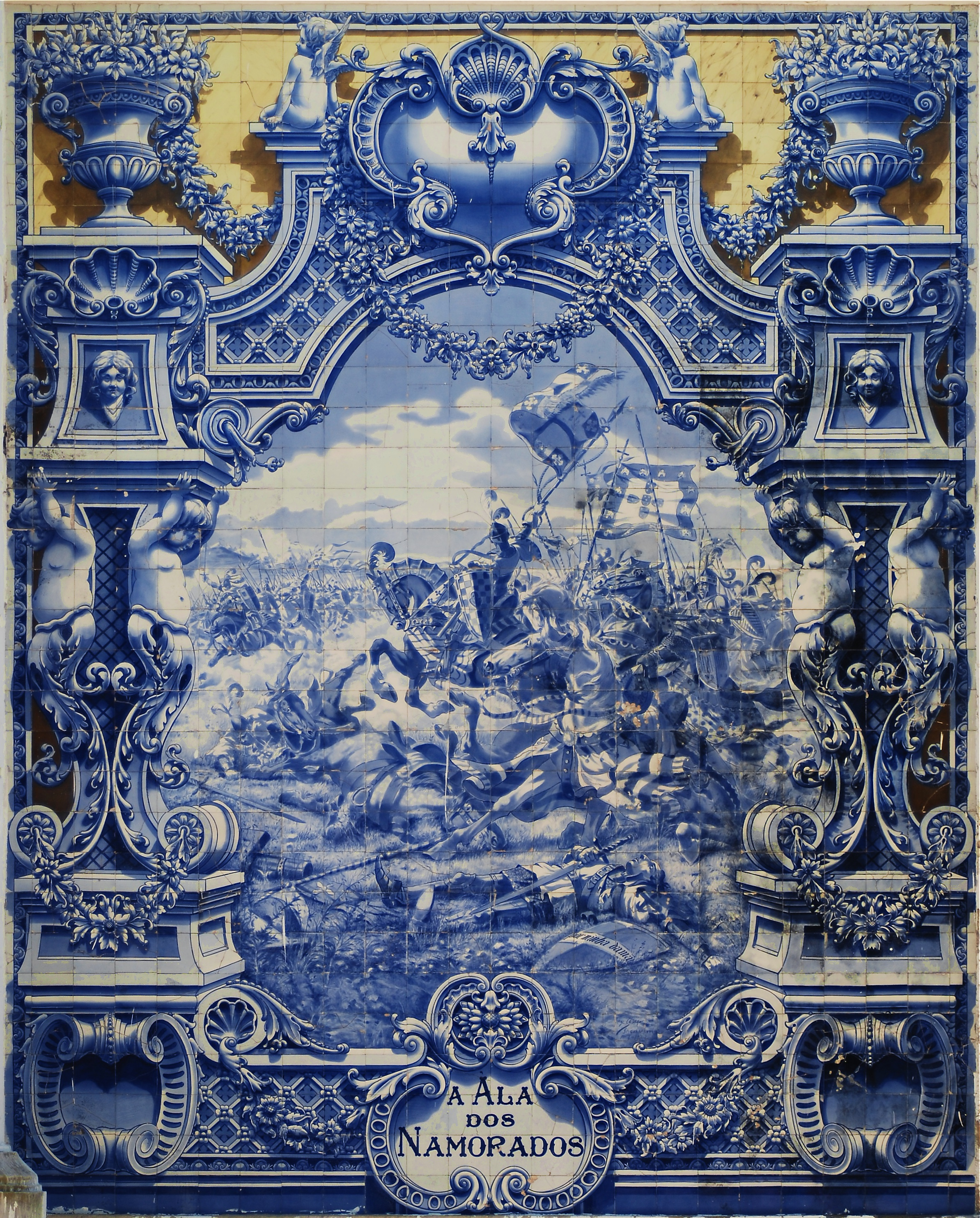

جورج كولاصو (Jorge Colaço) هو فنان تشكيلي برتغالي ولد في مدينة طنجة المغربية، وقد درس لاحقا في لشبونة ومدريد وباريس بعد محاولته عمل ال كاريكاتور، استعمل الصباغة في محاولاته الأولى لكنه كان يقوم بعمل رسومات من ال زليج المصنوع في لشبونة.
- Estação de São Bento - Porto (1903)
- Hotel de Buçaco - Luso (1907)
- Pavillons des Déporté - Lisboa (1922)
- Exterieur de Igreja de Santo Ildefonso - Porto (1932)
- La maison d'Alentejo (Palácio Alverca) - Lisboa
- Le Palais de Bemposta (Academia Militar) - Lisboa